# دارين ستون
دارين ستون (بالإنجليزية: Daren Stone)‏ هو لاعب كرة قدم أمريكية أمريكي، ولد في 21 أغسطس 1985.

## وصلات خارجية
- دارين ستون على موقع مرجع كرة القدم المحترفة.كوم (الإنجليزية)
- دارين ستون على موقع JustSportsStats.com (الإنجليزية)